# Compsosoma alboapicalis
Compsosoma alboapicalis là một loài bọ cánh cứng trong họ Cerambycidae.